# Mormia pulcherrima
Mormia pulcherrima és una espècie d'insecte dípter pertanyent a la família dels psicòdids que es troba a Europa: Alemanya (com ara, Saxònia) i Àustria.